# Thelma Estrin
Thelma Estrin, née le 21 février 1924 à New York (États-Unis) et morte le 15 février 2014 à Santa Monica, est une informaticienne et ingénieure américaine connue pour ses travaux pionniers dans les domaines des systèmes experts et du génie biomédical. Elle est l'une des premières à appliquer la technologie informatique aux soins de santé et à la recherche médicale. Elle est professeure émérite au département d'informatique de l'université de Californie à Los Angeles.

## Jeunesse et études
Thelma Austern naît le 21 février 1924 à New York et fréquente les écoles publiques de la ville. 
Démontrant une aptitude précoce pour les mathématiques, elle commence ses études supérieures au City College de New York, avec l'intention de devenir comptable. En 1941 elle y rencontre Gerald Estrin et le couple se marie quand elle a dix-sept ans. 
Lorsque Gerald Estrin est appelé sous les drapeaux durant la Seconde Guerre mondiale l'année suivante, Thelma suit un cours d'assistant d'ingénierie de trois mois à l'Institut de technologie Stevens. 
Elle commence à travailler pour Radio Receptor Company en construisant des appareils électroniques. Durant cette expérience, elle développe un intérêt pour l'ingénierie.
Après la guerre, Thelma et Gerald Estrin étudient à l'Université du Wisconsin à Madison, où ils obtiennent tous les deux leurs diplômes en génie électrique.
Thelma Estrin obtient sa licence en 1948, sa maîtrise en 1949 et son doctorat en 1951.

## 1951-1953: Princeton et recherche en génie biomédical
Au début des années 1950, Thelma et Gerald Estrin s'installent à Princeton, New Jersey. Gerald rejoint l'Institute for Advanced Study et s'associe au groupe formé autour de John von Neumann.
Thelma obtient un poste de recherche au département d'électroencéphalographie de l'Neurological Institute of New York (en) à l'Hôpital presbytérien de New York, où elle développe un intérêt pour le génie biomédical.

## 1953: Université de Californie à Los Angeles
Gerald obtient un poste d'enseignant à l'UCLA en 1953 et ils déménagent à Los Angeles. 
Thelma, de son côté, commence à travailler à Los Angeles Valley College (en) à San Fernando Valley, en Californie, dans laquelle elle enseigne le dessin.
Peu de temps après, Gerald et elle vont en Israël pour aider à y construire le premier ordinateur, l'ordinateur automatique Weizmann ou WEIZAC (en), en 1954.
A leur retour en 1960, Thelma Estrin s'associe à l'Institut de recherche sur le cerveau de l'UCLA et y fonde le laboratoire de traitement des données de l'Institut l'année suivante. Elle y conserve le poste de directrice du laboratoire de 1970 à 1980.
Durant son mandat, elle a conçoit et développe l'un des premiers systèmes de conversion analogique-numérique capable de convertir des signaux analogiques d' électroencéphalogrammes (EEG) en signaux numériques.

## 1980: Professeure d'informatique à l'UCLA
En 1980, elle accepte un poste de professeure au département d'informatique de la faculté d'ingénierie et de sciences appliquées.
De 1982 à 1984, elle occupe un poste rotatif à la Fondation nationale des sciences en tant que directrice de la division de la recherche sur l'électricité, l'informatique et les systèmes.
Elle est présidente de l'IEEE Engineering in Medicine and Biology Society (en), et la première femme vice-présidente exécutive de l' IEEE (1977).

## Études de la condition féminine et l'informatique
En 1996 Thelma Estrin publie un article dans lequel elle étudie les relations entre l'étude des femmes et l'informatique. Selon elle, « ces deux champs d'études ont évolué en tant que disciplines universitaires dans les années 1960, mais elles ont évolué selon des voies très différentes ».
Dans cet article, Estrin relie l'épistémologie féministe et ses valeurs pédagogiques aux moyens par lesquels l'informatique pourrait devenir «plus pertinente pour les étudiants issus des minorités et de milieux défavorisés».  Elle explique que les études des femmes n'abordent aucun des sous-domaines de la science, de l'ingénierie de l'informatique et du génie biomédical, ce qui, selon elle, « créerait des outils pour l'exploration de la santé des femmes et des droits reproductifs » et ce jusqu'à 25 ans après sa fondation. Au contraire, les études sur les femmes se concentrent sur « l'expérience immédiate des femmes » à travers les sciences humaines.
Selon Thelma Estrin, les études des femmes implique l'élargissement du monde de la science et de la technologie à partir de son histoire patriarcale, qui considère ces disciplines comme intrinsèquement masculines.
Elle écrit que les études sur les femmes cherchent à « comprendre les éléments du genre dans les situations sociales et politiques » et que cela est nécessaire pour « élargir l'accès des femmes à la technologie ».

## Récompenses et honneurs
En 1984, elle reçoit la IEEE Centennial Medal (en).
En 1989, elle reçoit le doctorat honorifique en sciences de l'université du Wisconsin-Madison. Elle reçoit une bourse Fulbright à l' Institut Weizmann en Israël pour l'étude des modèles électroencéphalographiques chez les épileptiques en 1963.
Elle reçoit le prix de l'ingénieur exceptionnel de l'année du California Institute for the Advancement of Engineering, un prix d'excellence de la Society of Women Engineers (1981), le premier prix du service (1982) de l'Association for Women in Computing  le IEEE Haraden Pratt Award (1991), ainsi que le Superior Accomplishment Award de la National Science Foundation.
Elle est membre de l'IEEE, membre de l'Académie américaine des arts et des sciences et membre fondatrice de l'American Institute for Medical and Biological Engineering (en).

## Vie privée
Estrin prend sa retraite à l'âge de 67 ans en juillet 1991. 
Elle est mère de trois filles. Margo Estrin est médecin, Deborah Estrin est informaticienne et Judith Estrin est dirigeante d'entreprise,.